# Kyrktåsjö
Kyrktåsjö is een plaats in de gemeente Strömsund in het landschap Ångermanland en de provincie Jämtlands län in Zweden. De plaats heeft 100 inwoners (2005) en een oppervlakte van 30 hectare. De plaats ligt aan het meer Tåsjön.